# 菲涅耳-阿拉戈定律
菲涅耳–阿拉戈定律指的是關於偏振態的三個定律，總結不同偏振態光之間的干涉性質。由奧古斯丁·菲涅耳和弗朗索瓦·阿拉戈发现。
该定律如下：
1. 两个正交、相干的線偏振无法產生干涉。
2. 两个平行、相干的线偏振波，其干涉方式與自然光相同。
3. 構成自然光的兩個正交的線偏振態，無法產生干涉，因此無法形成易於觀察的干涉圖案。(即使旋轉其中一個偏振態，以對齊另一個偏振態，結果也一樣，這是因為兩個態非相干)

考慮兩個波的數學形式後，將對定律有更清楚地認識，{\displaystyle \mathbf {E_{1}} (\mathbf {r} ,t)=\mathbf {E} _{01}\cos(\mathbf {k_{1}\cdot r} -\omega t+\epsilon _{1})}和{\displaystyle \mathbf {E_{2}} (\mathbf {r} ,t)=\mathbf {E} _{02}\cos(\mathbf {k_{2}\cdot r} -\omega t+\epsilon _{2})}，其中以粗體表示的相关量为「干涉的向量」。
已知光的強度會隨著電場平方而變化，{\displaystyle I=\epsilon v\langle \mathbf {E} ^{2}\rangle _{T}}，方括号表示时间平均值，因此，我们只要對電場做平方計算之前，先對其加總。經代數計算合成波的強度後，就能得到干涉項，即{\displaystyle I_{12}=\epsilon v\mathbf {E_{01}\cdot E_{02}} \cos \delta }，其中{\displaystyle \delta =(\mathbf {k_{1}\cdot r-k_{2}\cdot r} +\epsilon _{1}-\epsilon _{2})}表示結合路徑長和初始相位差後的相位差。
現在可以看到
1. 第一菲涅耳 - 阿拉戈定律：若{\displaystyle \mathbf {E_{01}} }垂直於 {\displaystyle \mathbf {E_{02}} }，則{\displaystyle I_{12}=0}，没有產生干涉。
2. 第二菲涅耳 - 阿拉戈定律：若{\displaystyle \mathbf {E_{01}} }平行於{\displaystyle \mathbf {E_{02}} }，則干涉項就會產生，且光強度與{\displaystyle \cos \delta }有關。
3. 第三菲涅耳-阿拉戈定律：若自然光分解成正交的線偏振態，則这些狀態都不相干，这意味着相差{\displaystyle \delta }将迅速波动而随后的时间平均{\displaystyle \langle \cos \delta \rangle _{T}=0}，因此再次得到{\displaystyle I_{12}=0}，無法產生干涉（即使{\displaystyle \mathbf {E_{01}} }旋转，使其平行於{\displaystyle \mathbf {E_{02}} }）。